# 格奧爾基·波普哈澤
格奧爾基·波普哈澤（1986年9月25日—）是一位喬治亞足球運動員，在場上司職左後衛。他現在效力於法拿莫達利體育俱樂部。他也是喬治亞國家足球隊的一員。